# Instituto de Linguística Teórica e Computacional
O Instituto de Linguística Teórica e Computacional (ILTEC) foi, entre 1988 e 2015, uma unidade de investigação científica portuguesa, sediada em Lisboa, sem fins lucrativos e de natureza privada, que tinha como associados a Fundação para a Ciência e a Tecnologia, a Universidade de Lisboa e a Universidade Nova de Lisboa. Em 2015, fundiu-se com o Centro de Estudos de Linguística Geral e Aplicada, criando uma nova unidade, o CELGA-ILTEC.

## História
O ILTEC foi constituído em 1988 para albergar a equipa portuguesa do projeto europeu Eurotra, liderada por Maria Helena Mira Mateus.
Depois de uma primeira fase em que representou Portugal em projetos de investigação internacionais com forte componente formal e computacional, o ILTEC tem-se dedicado na última década à produção e disponibilização gratuita de recursos linguísticos úteis para o público em geral, para profissionais e para investigação em linguística, nomeadamente nas áreas da fonologia, do ensino, da gramática, do léxico e da terminologia.
Atualmente o ILTEC encontra-se dividido em três grupos, que refletem diferentes linhas de investigação:
- Língua e Diversidade Linguística - com um foco na diversidade linguística na escola, criando materiais de apoio para o ensino do português como língua segunda (e.g. [5]);
- Léxico e Modelização Computacional - com o objetivo principal de investigar e criar recursos lexicais,[6] fonológicos[7] e terminológicos;[8]
- Discurso e Literacia - centrado no estudo da língua numa perspetiva funcionalista - a gramática discursivo-funcional, a linguística sistémico-funcional e a análise crítica do discurso são os principais modelos teóricos desenvolvidos; está em curso um estudo da aprendizagem da escrita.[9]

## Recursos
Muitos dos recursos lexicais produzidos no ILTEC estão reunidos no Portal da Língua Portuguesa, sítio de consulta livre. Esses recursos incluem o Vocabulário Ortográfico do Português, um grande léxico flexionado, dicionários de gentílicos, de nomes deverbais e de estrangeirismos e um vocabulário com todas as palavras que mudam com o Acordo Ortográfico de 1990, além de recursos externos como o texto dos acordos ortográficos e das nomenclaturas gramaticais de Portugal e do Brasil Mais recentemente, têm vindo a ser disponibilizadas ferramentas de apoio à aplicação do Acordo Ortográfico, como o Lince, um conversor de documentos para a nova ortografia.
Além dos recursos do portal, o ILTEC também fornece um conjunto de materiais de apoio ao ensino do português como língua segunda. Estes recursos estão disponíveis na página do projeto, e são também divulgados em dois CD (Primeiros Resultados e Análises e Materiais) e um livro (Diversidade Linguística na Escola).

## Projetos
Durante a sua história, o ILTEC tem desenvolvido um grande número de projetos, alguns dos quais se descrevem abaixo.

### EUROTRA
Projeto europeu realizado entre 1987 e 1992, financiado pela CEE, com dois objetivos principais: (1) a criação de um protótipo pré-industrial de tradução automática para textos escritos e (2) o desenvolvimento de conhecimentos na área do tratamento informático das línguas naturais nos países da Comunidade Europeia.

### Diversidade Linguística na Escola
Projeto desenvolvido entre 2003 e 2007 com o fim de estudar a diversidade linguística nas escolas portuguesas. Tinha como principais objetivos: (1) sensibilizar a comunidade escolar para a riqueza do multilinguismo na escola; (2) valorizar as línguas maternas dos alunos; (3) criar linhas de orientação bem como alguns materiais capazes de melhorar a competência em língua portuguesa dos alunos com outras línguas maternas.

### Corp-oral
Projeto iniciado em 2005 com o objetivo de criar um corpus de fala espontânea de português europeu, constituído por gravações de falantes da área da Grande Lisboa. Os resultados encontram-se disponíveis gratuitamente para consulta.

### Portal da Língua Portuguesa
Projeto em curso desde 2006, tem como objetivo a construção e desenvolvimento de um conjunto de recursos linguísticos sobre o léxico do português e a manutenção de um sítio em linha para a divulgação gratuita desses recursos.

### Turmas Bilingues
Projeto em curso desde 2007, tem como objetivo a criação e o estudo de turmas nas quais as aulas são dadas em mais que uma língua.